# 今泉太田バイパス
今泉太田バイパス（いまいずみおおたバイパス）は、青森県北津軽郡中泊町から五所川原市に至る国道339号のバイパスである。現道の急勾配・急カーブを緩和する目的で整備されている。

## 概要
国道339号の当該区間は、急勾配（最急縦断勾配：10.9 %）区間に急カーブ（最小曲線半径：25 m）が連続するほか、路肩が狭く、急カーブに曲線部の拡幅がないため、大型車のすれ違いが極めて危険な状況となっている。冬期には路面凍結による路面状況の悪化のほか、路肩に堆雪幅がないため2車線の走行区間が確保されず、車両同士のすれ違いが困難であるなど、交通の隘路区間となっている。
また、半島振興法に基づく半島循環道路に指定されているほか、災害対策基本法に基づく第2次緊急輸送道路に位置付けられているため、安全な走行環境および災害時の緊急輸送道路としての機能確保や津軽半島の観光振興に寄与することを目的に、社会資本総合整備計画（交流促進と連携強化を支援するあおもりの道づくり）に基づき、バイパス道路の整備が行われている。

### 路線データ
- 起点：青森県北津軽郡中泊町今泉唐崎
- 終点：青森県五所川原市太田山の井
- 計画延長：1,880 m
- 計画幅員：9.00 m（車道3.00 m×2、路肩1.50 m×2）
- 車線数：2車線
- 事業費：13億円（当初計画時）

## 沿革
- 2004年度（平成16年度）：用地着手
- 2006年度（平成18年度）：工事着手
- 2011年（平成23年）11月：工期変更（当初完了予定：平成23年度）
- 2018年（平成30年）03月：工期変更（当初完了予定：平成29年度）
- 2023年度（令和5年度）：終了予定